# Distretto di Salayea
Il distretto di Salayea è un distretto della Liberia facente parte della contea di Lofa.